# Dagobert III.
Dagobert III. je bil od leta 711 so 715 merovinški kralj Frankov, * 699, † med 3. septembrom in  31. decembrom 715.
Bil je sin kralja Hildeberta III.. Po očetovi smrti je leta 711 pri dvanajstih letih nasledil vsa tri frankovska kraljestva:  Nevstrijo in Avstrazijo, združeni po zmagi Pipina Herstalskega v bitki pri Tetryju leta 687,  in Burgundijo. Dejanska oblast je ostala v rokah dvornega majordoma Pipina Herstalskega, ki je  leta 714 umrl. Po njegovi smrti so izbruhnili odkriti spopadi med njegovimi nasledniki in nevstrijskim plemstvom, ki je imelo pravico voliti dvorne majordome. 
Medtem ko je bila Dagobertova pozornost usmerjena predvsem bojem s Frizijci na severu, je bojeviti auxerrski škof Savarik leta 714 in 715 v svojo korist osvojil Orléans, Nevers, Avallon in Tonnerre, akvitanski vojvoda Odo Veliki v Toulouseu in patricij Antenor v Provansi pa sta postala tako rekoč neodvisna mogotca. 
Liber Historiae Francorum o Dagobertu piše, da je umrl zaradi bolezni, o njegovem značaju in dejanjih pa ne pove ničesar.

## Vir
1. ↑  Settipani C. La Préhistoire des Capétiens: Première partie : Mérovingiens, Carolingiens et Robertiens — Villeneuve-d'Ascq: 1993. — P. 119-120. — ISBN 978-2-9501509-3-6
2. ↑  Record #102435146 // Gemeinsame Normdatei — 2012—2016.
3. ↑  Leo van de Pas Genealogics — 2003.
4. ↑  Monumenta Germaniae Historica, Scriptores rerum Merovingicarum, II., str. 324-326.

| Dagobert III. Merovinška dinastijaRojen: 699 Umrl: 715 |                       |                         |
| Predhodnik: Hildebert III.                             | Kralj Frankov 711–715 | Naslednik: Hilperik II. |